# Helikon (Literaturpreis)
Der Literaturpreis Helikon (bulgarisch Хеликон) wird seit 2002 von der gleichnamigen und größten bulgarischen  Buchhandlungskette mit Sitz in Burgas jährlich in der Woche vor Weihnachten vergeben. Die Auszeichnung würdigt zeitgenössische Werke bulgarischer Autoren. Der Preis ist eine Skulptur des Künstlers Ewgeni Kusmanow, die einen Falken darstellt. Der Preis ist mit 3000 Lewa (ca. 1500 Euro) dotiert. Dabei werden nur Werke, die im laufenden Jahr erschienen sind, von einem fünfköpfigen Jury bewertet und für den Preis vorgeschlagen.

## Preisträger und Werke
- 2002 – „Ниво за напреднали“, Alek Popow, (deutsch sinngemäß: „Niveau für Fortgeschrittene“, dt. Übersetzung Für Fortgeschrittene, Residenz-Verlag)
- 2003 – „Поражението“, Konstantin Iliev, (deutsch sinngemäß: „Die Niederlage“)
- 2004 – „Господи, помилуй“, Dejan Enew, (deutsch sinngemäß: „Oh Herr, habe Mitleid“)
- 2005 – „Аутопсия на една любов“, Viktor Paskow, (deutsch sinngemäß: „Autopsie einer Liebe“, dt. Übersetzung Autopsie, Dittrich-Verlag)
- 2006 – „Читателска група 31“, Elena Aleksieva, (deutsch sinngemäß: „Lesergruppe 31“)
- 2007 – „Проклятието на жабата“, Emil Andreev, (deutsch sinngemäß: „Der Fluch des Frosches“)
- 2008 – „Кръглата риба“, Momtschil Nikolov, (deutsch sinngemäß: „Der runde Fisch“)
- 2009 – „Кратка история на самолета“, Sachari Karabaschliew, (deutsch sinngemäß: „Kurze Geschichte des Flugzeugs“)
- 2010 – „Колкото до шотландеца“, Rossiza Tascheva, (deutsch sinngemäß: „Was Schottland betrifft“)
- 2011 – „Деград“, Wassil Georgiev, (deutsch sinngemäß: „Degrad“)
- 2012 – „Името“, Christo Karastojanov, (deutsch sinngemäß: „Der Name“)
- 2013 – „Сестри Палавееви“, Alek Popow, (deutsch sinngemäß: „Die Schwestern Palaveevi“, dt. Übersetzung Schneeweißchen und Partisanenrot, Residenz-Verlag)
- 2014 – „Една и съща нощ“, Christo Karastojanov, (deutsch sinngemäß: „Ein und dieselbe Nacht“)
- 2015 – „432 херца“, Nedjalko Slavov, (deutsch sinngemäß: „432 Hertz“)
- 2016 – „Камбаната“, Nedjalko Slavov, (deutsch sinngemäß: „Die Glocke“)
- 2017 – „Другият сън“, Vladimir Poleganov, (deutsch sinngemäß: „Der andere Traum“)
- 2018 – kein Preis vergeben
- 2019 – „Поразените“, Teodora Dimowa
- 2019 – „Преселението“, Bojan Bioltschew
- 2020 –  „Мир на кумирите ни“, Georgi Mischew
- 2021 – „Резиденцията“, Georgi Tenew
- 2022 – „Ловецът на пеперуди“ на Kostadin Kostadinow